# Setge de Besiers

El setge de Besiers (21 i 22 de juliol del 1209) fou un dels primers episodis de la croada albigesa, saldat amb la mort de tots els besierencs, tant càtars com catòlics, ordenada pel legat papal Arnau Amalric:
| « | Mateu-los a tots. Deu reconeixerà els seus. | » |

## Antecedents
A mitjan 1209 uns deu mil croats es van reunir a Lió abans de dirigir-se cap al sud. Al juny, Ramon VI de Tolosa, preveient el desastre, va prometre actuar contra els càtars, i es va aixecar la seva excomunicació, i llavors els croats es van dirigir a les terres de Ramon Roger Trencavell per atacar les viles càtares dels voltants d'Albi i Carcassona. Com Ramon VI de Tolosa, Ramon Roger Trencavell va intentar un pacte amb els croats, però aquests el van refusar i va tornar a Carcassona a preparar la defensa.

## El setge
El mes de juliol, els croats van prendre la petita vila de Servian i es van dirigir a Besiers, on van arribar el 21 de juliol. Allà van demanar als catòlics que sortissin, així com la rendició dels càtars, peticions que ambdós col·lectius van refusar. La ciutat va caure després d'una sortida avortada, que fou perseguida quan encara estaven les portes obertes. Tota la població fou morta i la ciutat cremada, i hi moriren entre set i vint mil persones, segons Amalric.

## Conseqüències
Les notícies es van estendre a les altres viles, que es van rendir sense resistència.